# Lázi (Ukrajna)
Lázi (ukránul: Лази) település Ukrajnában, Kárpátalján, a Técsői járásban.

## Fekvése
Técsőtől északkeletre fekvő település. Átfolyik rajta a Técső-patak.

## Nevének eredete
A Láz helységnév ruszin dűlőnévi eredetű, alapja a ruszin лазъ ’erdei kaszáló’ (Чопей 167) főnév, magyarul: 1. ’irtvány, rét, szénatermő hely, tisztás’, 2. ’irtványföldi, szétszórt település’, a román nyelvben laz: ’irtás, füves hely, kaszáló’ (Dr M. 1: 704). A Lázi változat többes számú alak.